# Зоряниця Аврора
Зоряниця Аврора, також красоцвіт зоряний (Anthocharis cardamines) — вид денних метеликів родини біланові. У самців яскрава помаранчева пляма на передньому крилі, що й вплинуло на українську назву. Зустрічається в субарктичний та помірній зоні Європи та Азії.

## Опис
Тло крил метелика білувате, з чорним малюнком. У самця на передніх крилах широке помаранчеве поле. Переднє крило довжиною 2-2,4 см, розмах крил 3,3-4,9 см, самиця трохи більша. Верхівка переднього крила чорна, у самиці чорне поле ширше. Заднє крило біле. Основним білим пігментом є птерин. Нижня поверхня крил має чорні та жовті лусочки, що надає крилу брудно-зеленого відтінку.
Антени головчасті, сірого кольору, булава біла. Голова та груди самця вкриті жовтувато-сірими волосками, в самиці — темно-сірими.

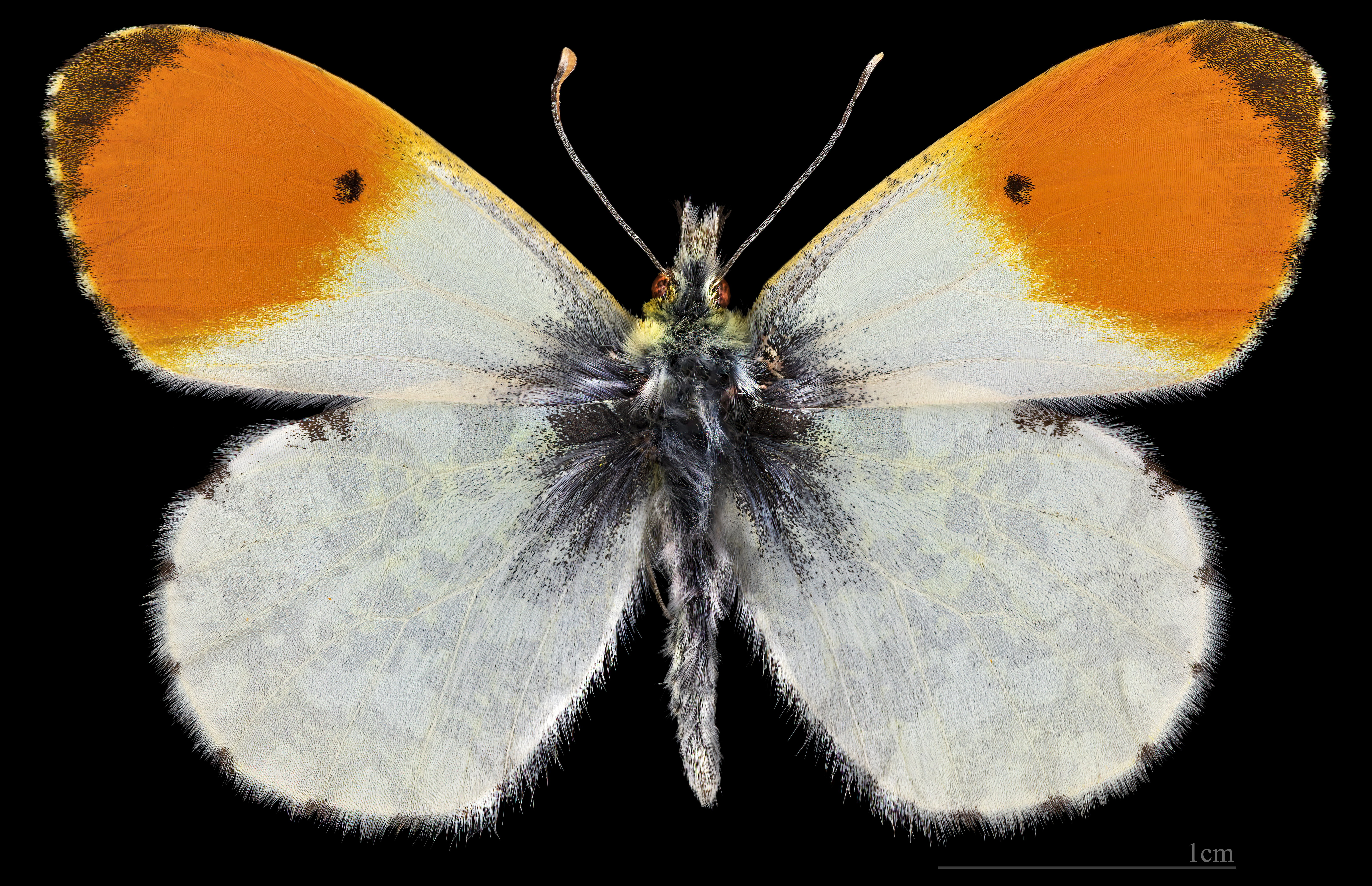
Anthocharis cardamines ♂
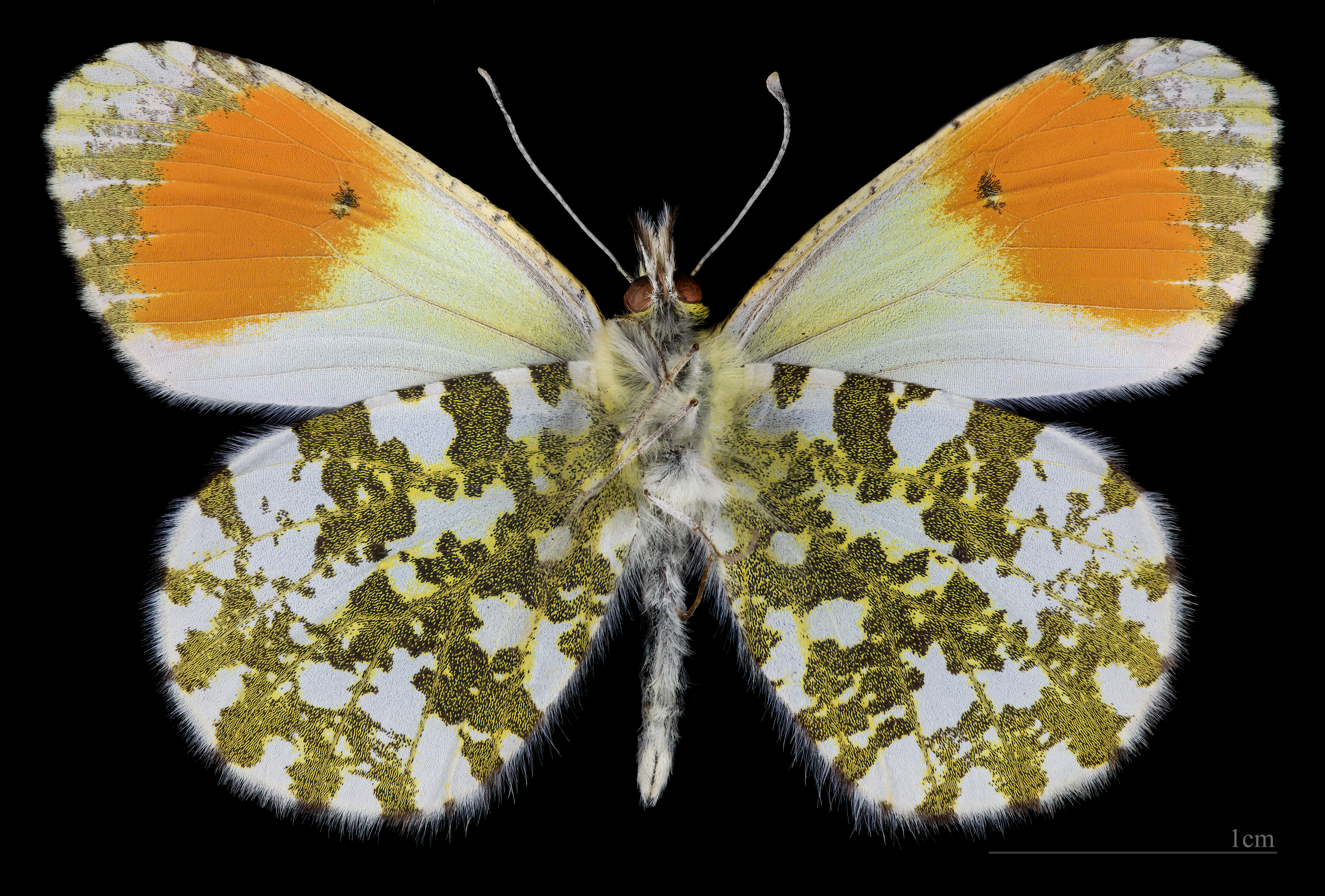
Anthocharis cardamines ♂  △
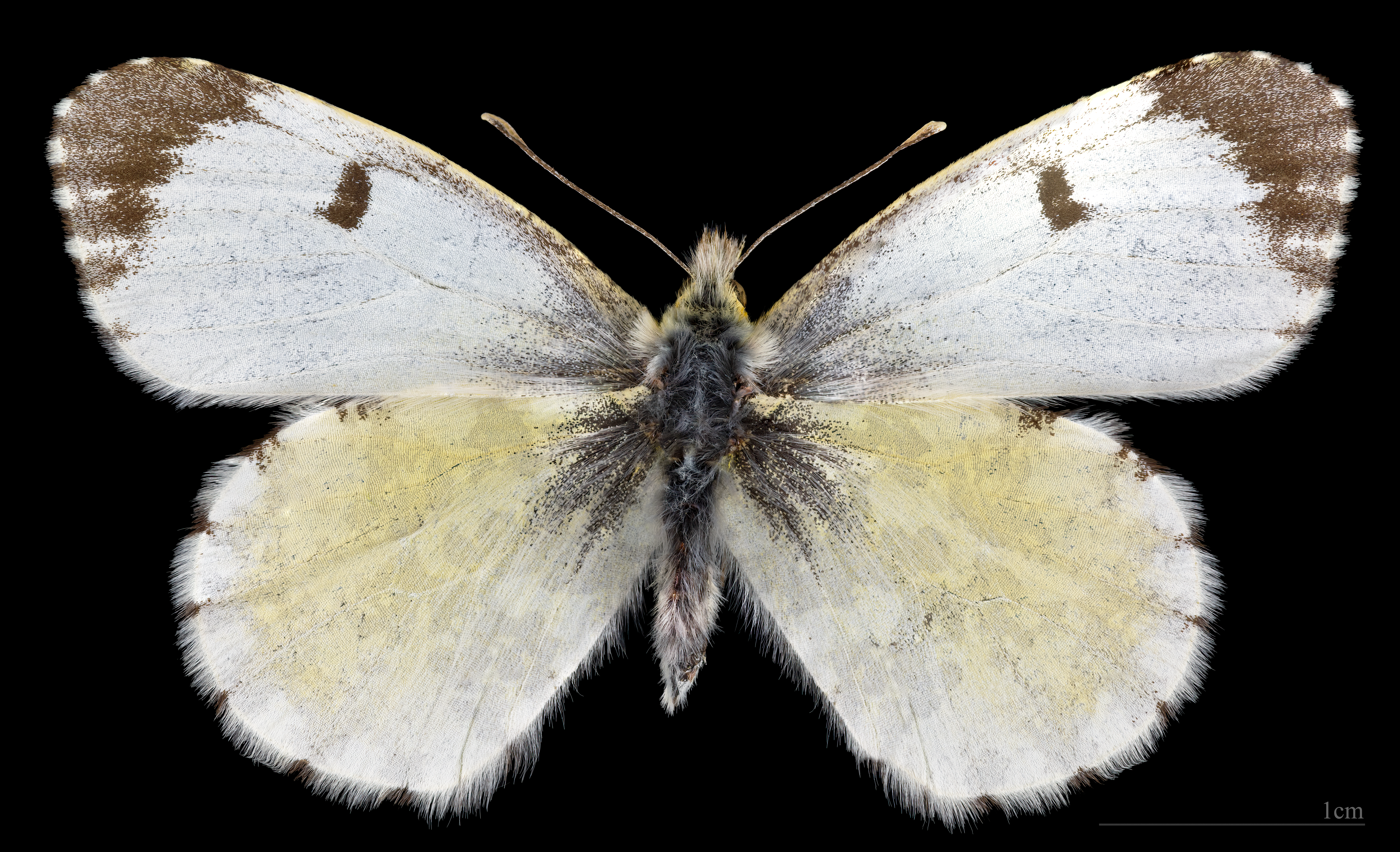
Anthocharis cardamines  ♀
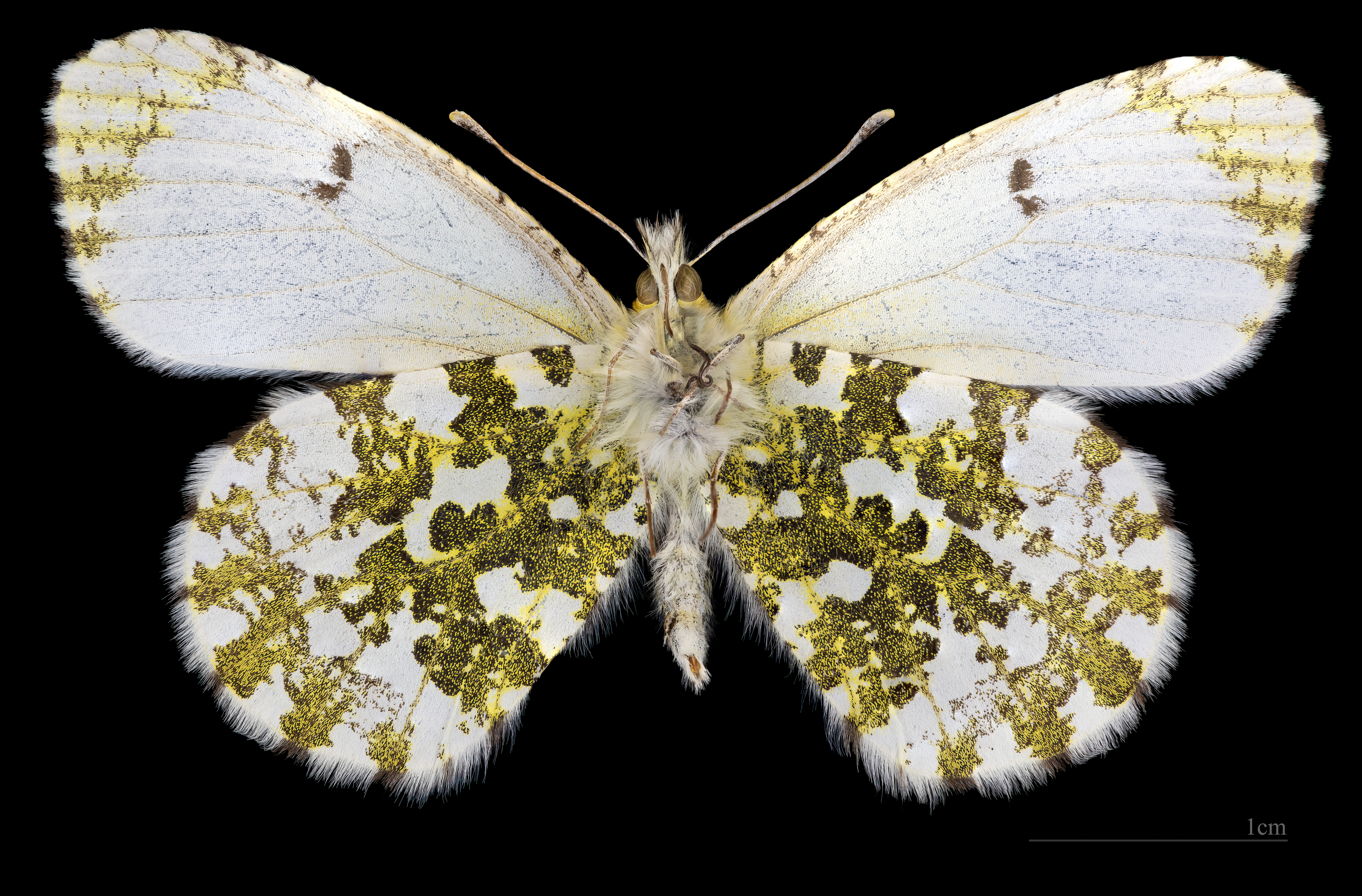
Anthocharis cardamines ♀ △

## Спосіб життя

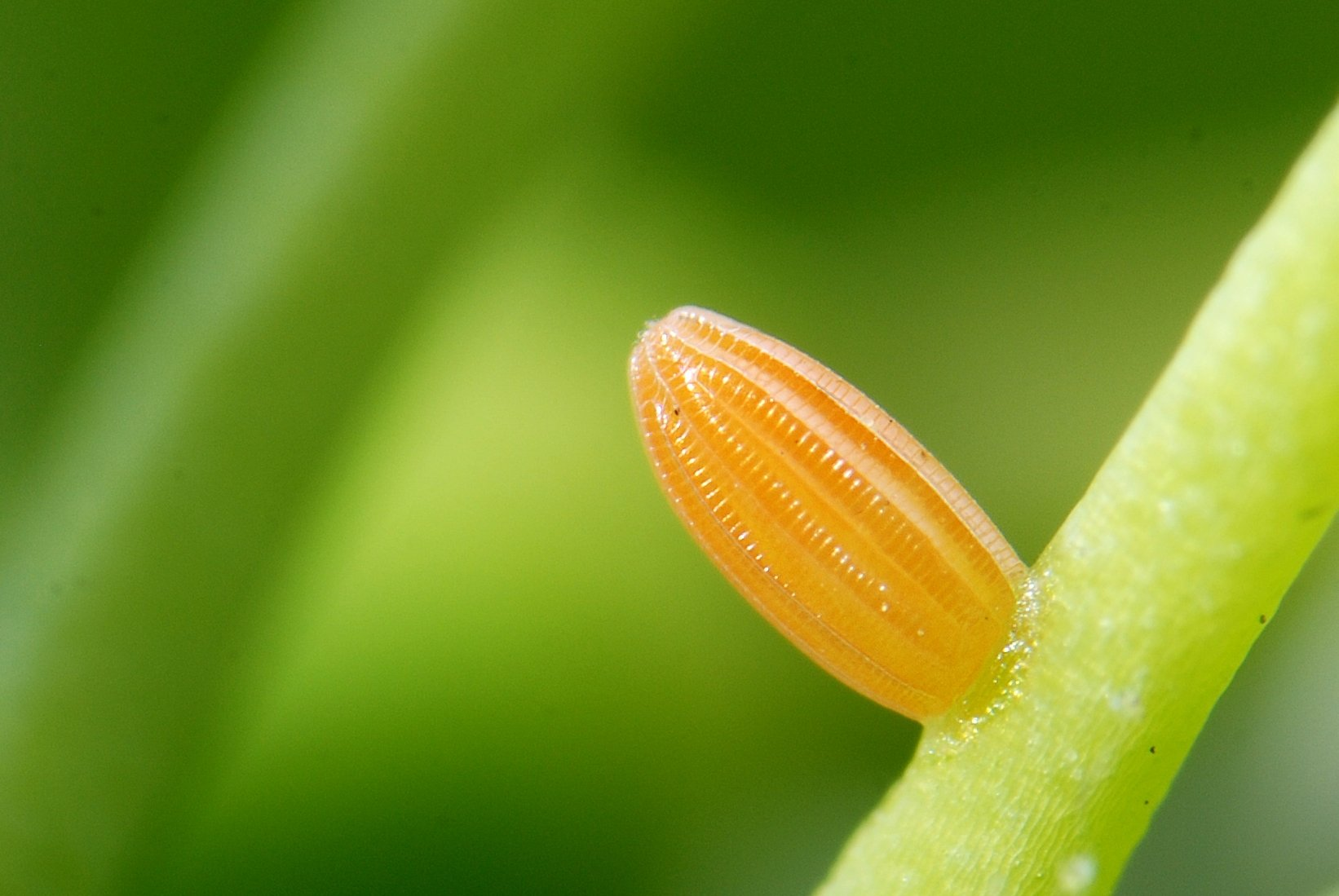
Яйце зоряниці на стеблі кінського часника черешкового

За літо розвивається одне покоління. Імаго літають з квітня до червня. Метелики часто п'ють нектар квітів з родини гвоздичні, також зустрічаються на квітках кормових рослин личинок родини капустяні. Самиці тримаються поблизу кормових рослин, самці ширяють у пошуках самиць, яких помічають за допомогою зору.
Яйця відкладають на кормові рослини, біля основи квітки або в розкриту оцвітину, по одному яйцю на рослину, а також впорскують поряд феромон, який дозволяє іншим метеликам уникати таких рослин. Яйця близько 1 мм у довжину, видовжені. При відкладанні білого кольору, через добу стають рожево-помаранчовими, пізніше більш яскраво червоними. Перед вилупленням личинок стають темно-бурими. Від кладки до вилуплення проходить 7-12 днів, залежно від погоди.

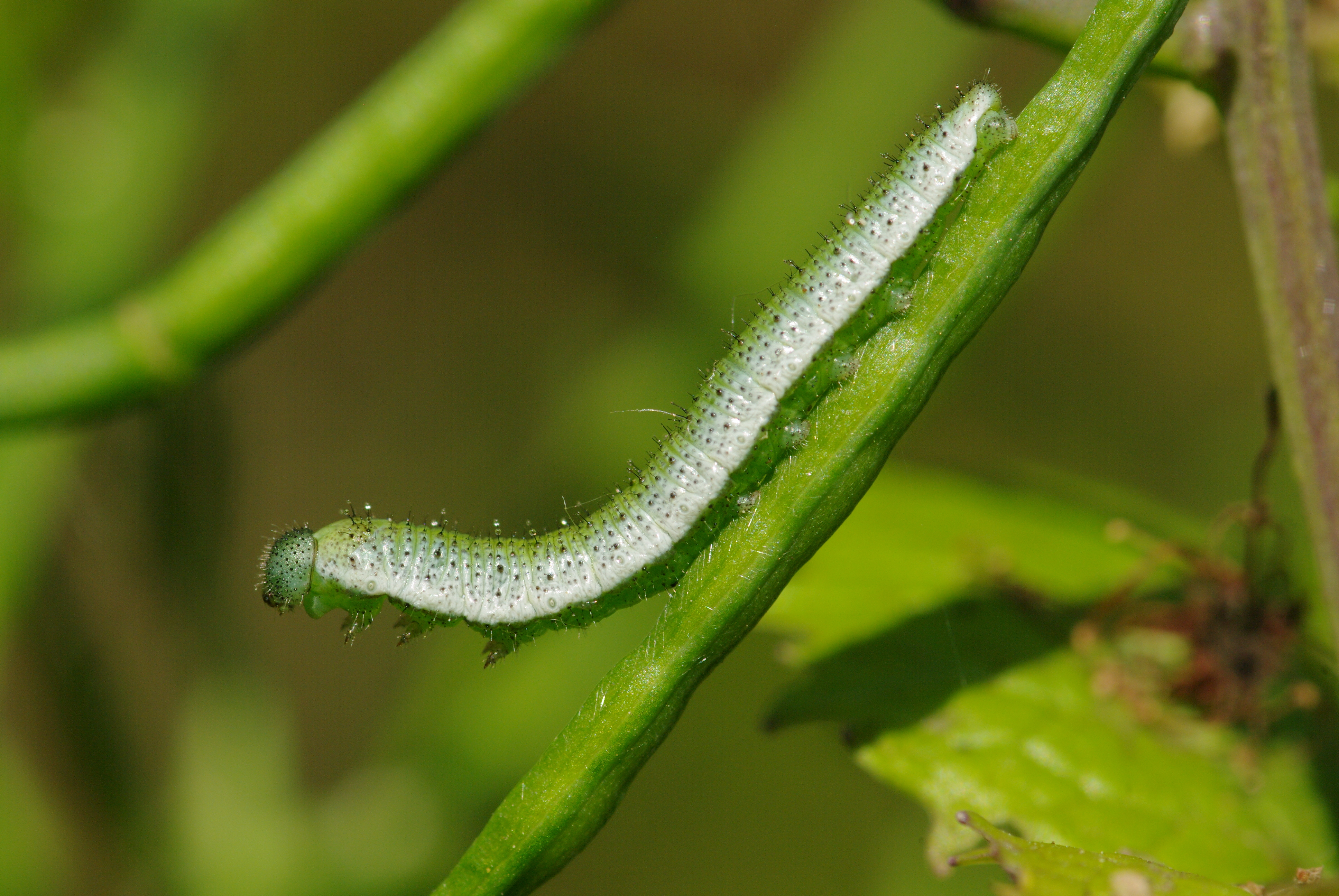
Гусениця зоряниці на кінському часнику черешковому

Розвиток гусениці продовжується 16-36 днів, супроводжується 5-ма линяннями. Гусениці живляться капустяними родів жеруха (зокрема жерухою лучною), Sisymbrium, Turritis, також можуть зустрічатися на кінському часнику черешковому, гусимці альпійському, місячниці однорічній, вайді фарбувальній, турнепсі тощо. Латинська видова назва cardamines відповідає назві роду жеруха Cardamine, на якому часто знаходять гусениць. У разі відкладання двох і більше яєць на рослину спостерігають канібалізм.

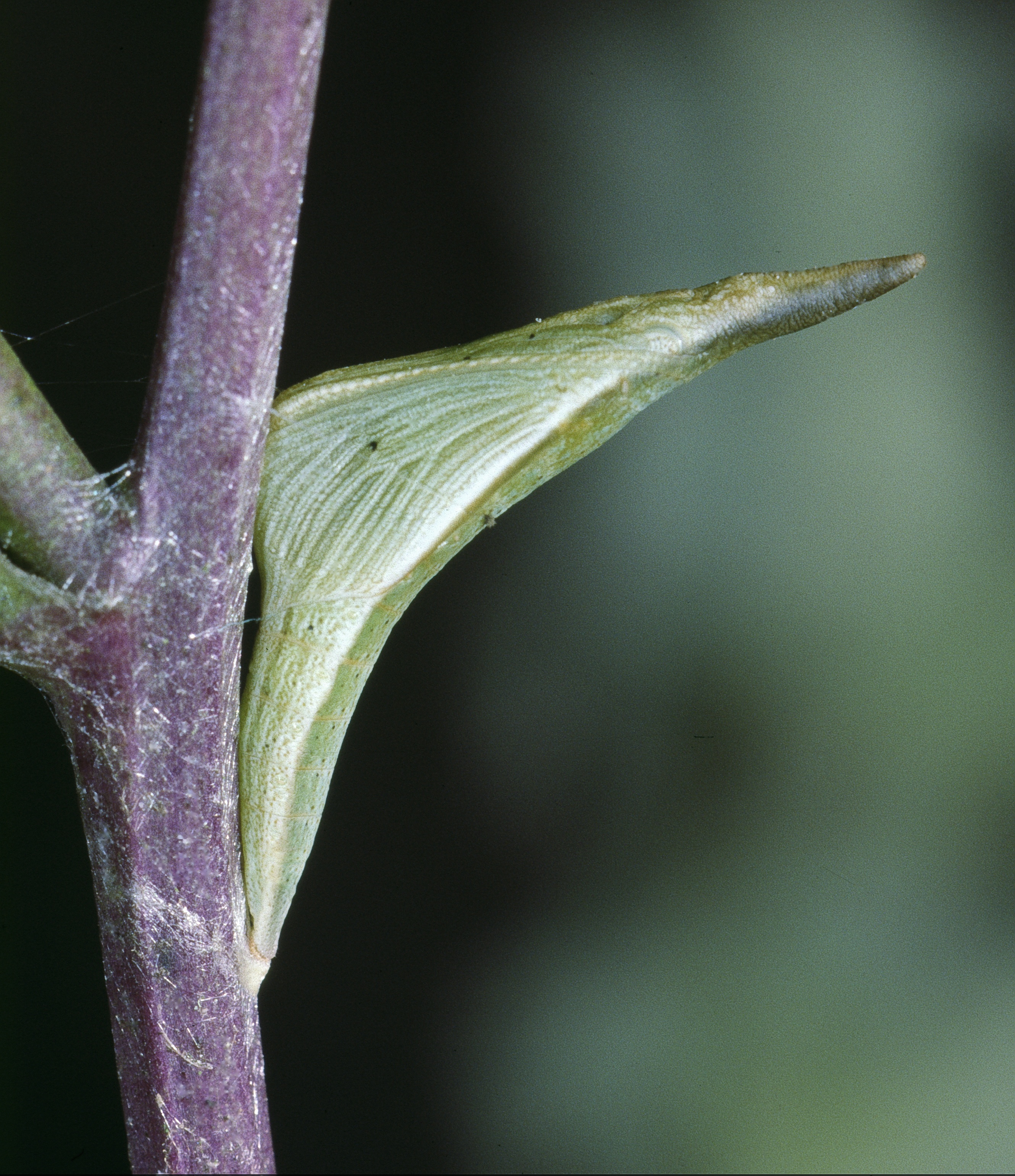
Лялечка (хризаліда) зоряниці

Лялечка формується восени, зимує. Відомі випадки перебування лялечки в діапаузі протягом двох зим, тобто більше року в природних умовах.

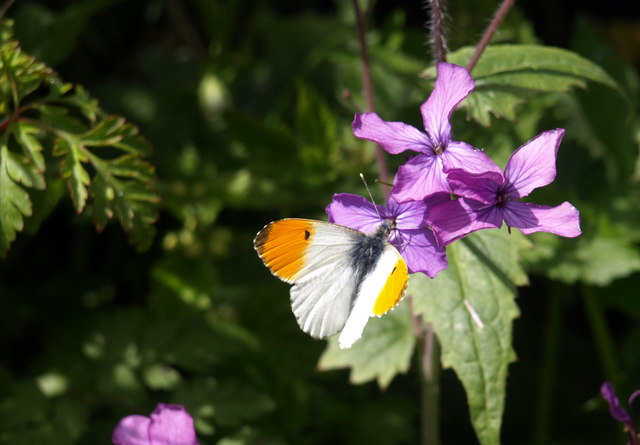
Самець зоряниці Аврори на місячниці однорічній

## Поширення
Зустрічається в субарктичній та помірній зоні Європи та Азії. Відсутня на півдні Іспанії, у Північній Африці. Зокрема в Україні по всій території, окрім півдня степів, окремі популяції в гірському Криму.
Імаго можна побачити на лісових галявинах та узліссях, луках на схилах, степових ділянках. Залітає у сади та на городи.

### Підвиди
Окрім номінативного підвиду виділяють ще 11:
- A. c. cardamines Winhard, 2000
- A. c. meridionalis Verity 1908
- A. c. progressa (Sovinsky, 1905) — Алтай, Саяни, Забайкалля
- A. c. septentrionalis Wnukowsky, 1927 — Далекий Схід
- A. c. phoenissa Kalchberg, 1894 — Копет-Даг
- A. c. alexandra (Hemming, 1933) — Тянь-Шань, Гісар, Дарваза, Гіссаро-Алай
- A. c. koreana Matsumura, 1937 — Амур, Уссурі
- A. c. kobayashii (Matsumura, 1925) — Сахалін
- A. c. isshikii Matsumura, 1925 — Японія
- A. c. hayashii Fujioka, 1970 — Японія
- A. c. bambusaroides Huang & Murayama, 1992 — Сіньцзян-Уйгурський автономний район

## Зоряниця Аврора і людина
Один з перших наукових описів зоряниці зроблено натуралістом Томасом Маффетом або Теодором де Маєрном у книзі «Театр комах» (лат. Theatrum insectorum), що вийшла 1634 року.
Імаго зображено на марці Угорщини в 60 філерів.
2004 року цей вид метеликів оголошено в Німеччині метеликом року.